# Rushden & Diamonds FC
Rushden & Diamonds Football Club, var en engelsk fotbollsklubb grundad 1992.
Hemmamatcherna spelades på Nene Park, nära Irthlingborough. Smeknamnet var ”The Diamonds”. 
Klubben skapades 1992 av Max Griggs ägaren till Dr Martens. Han köpte två fotbollsklubbar Rushden Town och Irthlingborough Diamonds och slog ihop dem till en klubb. Under fem säsonger (2001-2006) tillhörde klubben The Football League. Fem år senare när laget tillhörde Football Conference uteslöts klubben och upplöstes senare under 2011. 

## Meriter
- The Football League division 3: 2003
- Football Conference: 2001
- Southern League: 1996
- Southern League Division One: 1993